# Upper Lough Erne
Upper Lough Erne är en sjö i Storbritannien.   Den ligger i distriktet Fermanagh and Omagh och riksdelen Nordirland, i den västra delen av landet, 600 km nordväst om huvudstaden London. Upper Lough Erne ligger 41 meter över havet. Arean är 20,0 kvadratkilometer. I omgivningarna runt Upper Lough Erne växer i huvudsak blandskog. Den sträcker sig 12,3 kilometer i nord-sydlig riktning, och 10,6 kilometer i öst-västlig riktning.